# Universidade de tecnologia K. N. Toosi
iroA Universidade de Tecnologia Khajeh Nasir al-Din Tusi é uma das principais universidades públicas de Teerã. O núcleo inicial desta universidade remonta a 1307, com a aprovação do Conselho da Revolução Cultural desta universidade em 1980 com a fusão de 9 centros de ensino superior (Instituto Técnico Hafiz Nafisi (fundado pelo Engenheiro Habib Nafisi ), Escola Técnica Superior, Escola de Topografia, Instituto de Hidrologia, Escola de Meteorologia e Ciências Atmosféricas, Faculdade de Telecomunicações, Escola de Construção, Universidade de Trabalho e Formação Profissional, Secretário Técnico da Politécnica de Teerã, Universidade de Ciência e Tecnologia, Complexo Educacional do Ministério de Estradas, Complexo Tecnológico de Teerã e Escola de Ensino Médio de Televisão e Cinema) foi formado e, em 1988, foi renomeado em homenagem a Khajeh Nasir al-Din Tusi, um cientista iraniano.
A Universidade de Tecnologia Khajeh Nasir al-Din Tusi possui atualmente 85 centros científicos, 194 laboratórios de pesquisa e educação, 13 centros de pesquisa, 3 grupos de pesquisa, 6 institutos de pesquisa, 11 empresas baseadas no conhecimento e 28 empresas de centros de crescimento que operam nas áreas especializadas de a Universidade.
Esta universidade tem sido capaz de contribuir para muitas das realizações de pesquisa do Irã, concluindo muitos contratos com várias indústrias no país, enquanto resolve seus problemas especializados. O conjunto das suas actividades de investigação indica o dinamismo da universidade em vários campos científicos e industriais que em alguns campos apenas as forças especializadas do país trabalham nesta universidade ou são por ela formadas.
De acordo com bancos de dados confiáveis para classificar universidades em todo o mundo, a Universidade de Tecnologia Khajeh Nasir al-Din Tusi fez um progresso e crescimento significativos.
A universidade opera em 11 faculdades com 18 programas de graduação, 53 pós -graduação e 23 programas de doutorado. De acordo com Mahmoud Ahmadian, vice-chanceler da Universidade Khajeh Nasir, a proporção de professores para alunos nesta universidade é atualmente de 1 para 18 devido ao recrutamento de membros do corpo docente. 

## Fundo

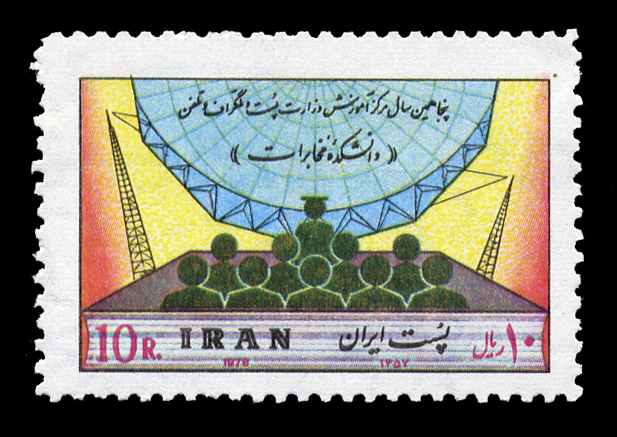
Selo comemorativo do quinquagésimo ano da criação da "Faculdade de Telecomunicações" em 1978

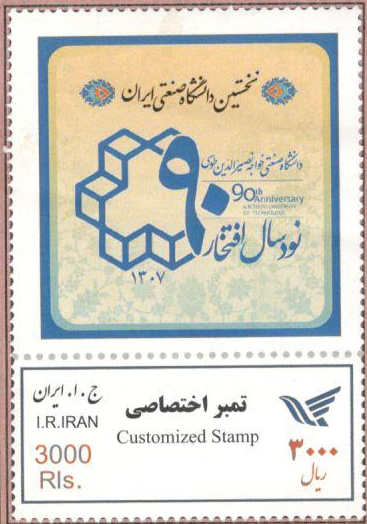
Selo comemorativo do 90º aniversário da fundação da Universidade de Tecnologia Khajeh Nasir al-Din Tusi

O núcleo primário desta universidade é a Faculdade de Telecomunicações, que foi criada em 1961 na actual localização da Faculdade de Engenharia Electrotécnica e em 1318, o seu estatuto foi aprovado pela Assembleia Nacional . 
A Universidade de Tecnologia Khajeh Nasir al-Din Tusi, com sua estrutura atual, foi estabelecida pela primeira vez em 1980, após a aprovação da Sede da Revolução Cultural da fusão de 9 centros de ensino superior como um complexo universitário técnico e de engenharia, e então em 1983 foi renomeada a Universidade Técnica e de Engenharia. Em 1988, foi mudada para Universidade de Tecnologia Khajeh Nasir al-Din Tusi. A universidade conta atualmente com 5 polos científicos, 75 laboratórios de pesquisa, 6 grupos e centros de pesquisa e 5 institutos de pesquisa que atuam nas áreas de especialização da universidade. 
Para além da área das telecomunicações, que tem sido leccionada como a primeira área nesta universidade desde 1307, a criação das faculdades de Engenharia Topográfica e Engenharia Mecânica remonta a 1333 e 1352, respetivamente.

## Faculdades e centros afiliados
- Faculdade de Matemática
- faculdade de quimica
- Escola de Física
- Departamento de Engenharia Elétrica
- Faculdade de Engenharia Industrial
- Faculdade de Engenharia Civil
- Escola de Engenharia da Computação
- Faculdade de Engenharia Mecânica
- Escola de Engenharia e Ciência dos Materiais
- Escola de Engenharia Aeroespacial
- Escola de Geodésia e Geomática
- Grupo de cursos gerais
- Escola de Negócios da Universidade de Tecnologia Khoja Nasir al-Din Tusi (KBS)

## A posição da universidade em classificações internacionais de prestígio
De acordo com bancos de dados de renome para classificação de universidades no mundo, a Universidade de Tecnologia Khajeh Nasir al-Din Tusi tem feito progressos e crescimento significativos: De acordo com as estatísticas do banco de dados de classificação ISI, esta universidade está entre os 1% dos produtores de ciência no mundo.
No ranking QS de 2020, a Khajeh Nasir University foi classificada como 401-450 na área de engenharia elétrica e eletrônica e 451-500 na área de engenharia mecânica.
A universidade foi classificada entre a 601ª e a 800ª do mundo na Times Magazine em 2016 e entre as 7 melhores universidades do Irã.
Também no ranking da Times Magazine em 2018, esta universidade foi classificada entre 601ª e 800ª no mundo e 173ª na Ásia, entre as 5 melhores universidades do Irã e acima de universidades como Sharif e Teerã.
Khajeh Nasir University no ranking temático do Times em 2018 nas áreas de física e astronomia, química pura e engenharia geral, em terceiro lugar no Irã, nas áreas de engenharia civil, engenharia mecânica e aeroespacial, engenharia elétrica e matemática e estatística no quarto lugar e na área de informática Ficou em segundo lugar no país.

## Recursos
1. 1 2  https://www.kntu.ac.ir/Index.aspx?page_=form&lang=1&PageID=11288&tempname=NewKntu&sub=0